# Mykhaïlo Koutsyne
Mykhaïlo Mykolaïovytch Koutsyne (en ukrainien : Куцин Михайло Миколайович), né le 15 août 1957 à Svoboda est un général ukrainien. 
Il était à la tête du Commandement opérationnel nord de 2004 à 2010 puis il commandait l'État-major général des forces armées ukrainiennes en 2014.